# Rally Príncipe de Asturias de 1981
El Rally Príncipe de Asturias de 1981, oficialmente 18.º Rally Príncipe de Asturias, fue la decimoctava edición y la undécima cita de la temporada 1981 del Campeonato de España de Rally. Se celebró del 12 al 13 de septiembre y contó con un itinerario de dieciséis tramos que sumaban un total de 234,4 km cronometrados.

## Itinerario
| Día   | Tramo | Nombre             | Distancia | Hora  |
| ----- | ----- | ------------------ | --------- | ----- |
| Día 1 | TC1   | Collada de Arnicio | 11.00 km  | 18:13 |
| Día 1 | TC2   | Faya de Los Lobos  | 8.40 km   | 19:13 |
| Día 1 | TC3   | Miravalles         | 17.90 km  | 20:20 |
| Día 1 | TC4   | Collada de Arnicio | 11.00 km  | 21:29 |
| Día 1 | TC5   | Faya de Los Lobos  | 8.40 km   | 22:29 |
| Día 1 | TC6   | Miravalles         | 17.90 km  | 23:46 |
| Día 2 | TC7   | La Campa           | 12.20 km  | 00:15 |
| Día 2 | TC8   | Encrucijada        | 15.00 km  | 03:54 |
| Día 2 | TC9   | Collado de Moandi  | 15.20 km  | 04:39 |
| Día 2 | TC10  | Fito               | 14.00 km  | 05:35 |
| Día 2 | TC11  | Estrecha           | 22.10 km  | 06:06 |
| Día 2 | TC12  | Encrucijada        | 15.00 km  | 07:16 |
| Día 2 | TC13  | Collado de Moandi  | 15.20 km  | 08:10 |
| Día 2 | TC14  | Fito               | 14.00 km  | 09:06 |
| Día 2 | TC15  | Estrecha           | 22.10 km  | 09:37 |
| Día 2 | TC16  | Encrucijada        | 15.00 km  | 10:46 |

## Clasificación final
| Pos. | Piloto           | Copiloto          | Automóvil             | Tiempo  | Diferencia |
| ---- | ---------------- | ----------------- | --------------------- | ------- | ---------- |
| 1.   | Genito Ortiz     | María Jesús Cabal | Renault 5 Turbo       | 2:38:42 | 0.0        |
| 2.   | Beny Fernández   | José Luis Sala    | Porsche 911 SC        | 2:38:46 | +0:04      |
| 3.   | «Fombona»        | Luis Menéndez     | Fiat 131 Abarth       | 2:39:15 | +0:33      |
| 4.   | Salvador Servià  | Álex Brustenga    | Ford Fiesta MK1 1600S | 2:45:59 | +7:17      |
| 5.   | Bernardo Cardín  | Raúl Gancedo      | Fiat 131 Abarth       | 2:46:33 | +7:51      |
| 6.   | Mariano Lacasa   | Jaime Balañá      | Opel Ascona 2000      | 2:51:10 | +12:28     |
| 7.   | Aladino Martínez | Samuel Iglesias   | SEAT 124-2100         | 2:51:40 | +12:58     |
| 8.   | José Couret Pipo | Silvia Meléndez   | SEAT 124-1800         | 2:55:38 | +16:56     |
| 9.   | Alfonso Marcos   | Francesc Bofill   | SEAT 124-1800         | 2:55:54 | +17:12     |
| 10.  | Eduardo Augustín | Antonio Boto      | Simca 1200 TI         | 2:57:27 | +18:45     |